# Raimundo Sarriegui Echeverria
Raimundo Sarriegui Echeverria (Donostia, Guipúscoa, 1838 - 23 d'abril de 1913) fou un compositor basc.
Va ésser cantor en les parròquies de la seva vila natal, s'instruí amb el mestre Rafael García Santisteban en el coneixement de l'harmonia. Compositor eminentment popular, va saber recollir en el pentagrama les qualitats essencials del caràcter donostiarra. Compenetrant amb el seu esperit festiu i lleuger, fou un element indispensable en totes les manifestacions de l'esperit popular. Va compondre molts himnes, marxes i peces similars, per les comparses que per Carnestoltes o per motius diferents s'organitzaven a San Sebastián. La seva popularitat arribà al punt culminant quan va compondre la marxa, el pasdoble Iriyarena re format de la clàssica tamborrada de Sant Sebastià. També va compondre diferents peces per a orfeó, Illunabarra entre d'altres, i possà música a algunes obres menors teatrals escrites en basc per Victorianp Iraola; tals, per exemple, l'intermedi còmic-líric Petra txardin-saltzallea, el pasatge Karmen gaztain saltzallea, i la sarsuela Pasayan. estrenades en el Teatro Principal de Sant Sebastià el 1886, 1887 i 1888 respectivament.